# Grand Prix Formule 1 van Zuid-Afrika 1963
De Grand Prix Formule 1 van Zuid-Afrika 1963 werd gehouden op 28 december op het Prince George Circuit in Oos-Londen. Het was de tiende en laatste race van het seizoen. 

## Uitslag
| Pos. | Nr. | Coureur                 | Constructeur    | Rondes | Tijd / Oorzaak uitval | Grid | Punten |
| ---- | --- | ----------------------- | --------------- | ------ | --------------------- | ---- | ------ |
| 1    | 1   | Jim Clark               | Lotus-Climax    | 85     | 2:10:36.9             | 1    | 9      |
| 2    | 9   | Dan Gurney              | Brabham-Climax  | 85     | + 1:06.8              | 3    | 6      |
| 3    | 5   | Graham Hill             | BRM             | 84     | + 1 Ronde             | 6    | 4      |
| 4    | 10  | Bruce McLaren           | Cooper-Climax   | 84     | + 1 Ronde             | 9    | 3      |
| 5    | 4   | Lorenzo Bandini         | Ferrari         | 84     | + 1 Ronde             | 5    | 2      |
| 6    | 12  | Jo Bonnier              | Cooper-Climax   | 83     | + 2 Rondes            | 11   | 1      |
| 7    | 11  | Tony Maggs              | Cooper-Climax   | 82     | + 3 Rondes            | 10   |        |
| 8    | 2   | Trevor Taylor           | Lotus-Climax    | 81     | + 4 Rondes            | 8    |        |
| 9    | 9   | John Love               | Cooper-Climax   | 80     | + 5 Rondes            | 13   |        |
| 10   | 14  | Carel Godin de Beaufort | Porsche         | 79     | + 6 Rondes            | 20   |        |
| 11   | 16  | Doug Serrurier          | LDS-Alfa Romeo  | 78     | + 7 Rondes            | 18   |        |
| 12   | 23  | Trevor Blokdyk          | Cooper-Maserati | 77     | + 8 Rondes            | 19   |        |
| 13   | 8   | Jack Brabham            | Brabham-Climax  | 70     | Ongeluk               | 2    |        |
| 14   | 21  | Brausch Niemann         | Lotus-Ford      | 66     | + 19 Rondes           | 15   |        |
| NF   | 18  | Peter de Klerk          | Alfa Romeo      | 53     | Versnellingsbak       | 16   |        |
| NF   | 22  | David Prophet           | Brabham-Climax  | 49     | Oliedruk              | 14   |        |
| NF   | 3   | John Surtees            | Ferrari         | 43     | Motor                 | 4    |        |
| NF   | 6   | Richie Ginther          | BRM             | 43     | Aandrijving           | 7    |        |
| NF   | 7   | Ernie Pieterse          | Lotus-Climax    | 3      | Motor                 | 12   |        |
| NF   | 20  | Sam Tingle              | LDS-Alfa Romeo  | 2      | Aandrijving           | 17   |        |
| NS   | 15  | Paddy Driver            | Lotus-BRM       |        | Trainingsongeluk      |      |        |
| WD   | 17  | Neville Lederle         | Lotus-Climax    |        | Blessure              |      |        |
| WD   |     | Mike Hailwood           | Lola-Climax     |        |                       |      |        |

## Statistieken
| Pole-position | Jim Clark  | Lotus-Climax   | 1:28.9 |
| Snelste ronde | Dan Gurney | Brabham-Climax | 1:29.1 |

## Noot
- Dit was het debuut van de Zuid-Afrikaanse coureurs Trevor Blokdyk, Paddy Driver, Peter de Klerk en Brausch Niemann en de Britse coureur David Prophet.
- Eerste snelste ronde en tiende podiumplaats voor Dan Gurney.
- Dit was de tiende Grand Prix-winst voor Jim Clark. Tevens was het zijn eerste wereldtitel en de derde wereldtitel voor een Britse coureur. Hiermee was Clark de achtste coureur die wereldkampioen werd.
- Dit was de negende opeenvolgende podiumplaats voor Jim Clark. Hiermee evenaarde hij het record van Alberto Ascari (9), gevestigd vanaf de Grote Prijs van België van 1952 tot en met de Grote Prijs van België van 1953.

1960 · 1960 II · 1961 · 1962 · 1963 · 1965 · 1966 · 1967 · 1968 · 1969 · 1970 · 1971 · 1972 · 1973 · 1974 · 1975 · 1976 · 1977 · 1978 · 1979 · 1980 · 1981 · 1982 · 1983 · 1984 · 1985 · 1992 · 1993